# Shōhei Maru
Le Shōhei Maru (Japonais: 昇平丸) était un navire de guerre japonais, commandé en 1854 et envoyé à Edo en août 1855. Quoiqu'il fût, au XIXe siècle, l'un des premiers navires japonais de style occidental, il ne fut pas le premier de ce style dans l'histoire des chantiers navals japonais. Déjà au XVIIe siècle avaient été lancés le San Buena Ventura (1607, en suivant un mode de construction anglais) et le San Juan Bautista (1613, en suivant un mode de construction espagnol).
Les Japonais se sont probablement inspiré des bateaux néerlandais pour arriver au niveau de construction du Shōhei Maru. Le bateau a été peu utilisé par les troupes shogunales et est devenu ensuite la possession des troupes du gouvernement Meiji. Il a ensuite servi pour transporter des marchandises et pour le développement de la partie nord de l'île d'Hokkaido. Il a été détruit dans une tempête au large de cette île le 2 mars 1870.